# Волим те (албум)
Волим те је дванаести студијски албум поп-рок групе Црвена јабука.
На Херцеговачком радијском фестивалу у Широком Бријегу 2008. године, учествовали су са песмом „Шампањски пољубац”, што ће најавити скорашњи излазак новог албума. Са песмом „Глупо је” наступају исте године на фестивалу „CMC”, али песма није уврштена на диск.
Албум је снимљен у студијима Кроације рекордс и Red Light, а у продаји се нашао 11. фебруара 2009. године у 7 сати и 55 минута, а већ следећег дана ће у Тузли, Дражен Жерић примити награду за животно дело - 25 година бављења музиком. На албуму се поред разних аутора потписује и Борис Новковић. Видео-спот „Милион жена” је наишао на позитивне реакције код публике, као и „Златна ружа” са Дадом Чаушевићем. Албум карактеришу дуети, па тако у интересантној „Jazz.ba” су гостовали глумци Енис Бешлагић и Ахмед Ал Рахим, познатији као Антимон. Са поменутом песмом група је наступала на Хрватском радијском фестивалу, док су на Мелодијама Мостара извели „Много ружа”. У песми „Годинама” гостује фолк легенда Халид Бешлић, а песма је обрада рок класика „You Don't Fool Me“ групе „Queen“. У традиционалној „Вољело се двоје младих” гостује тамбурашки састав „Lyra”, а на албуму је поново уснимљена „Љета која долазе”. Одлучно су прихваћене „Задњи пут ме погледај” и „Пратим њене трагове”.
По објављивању албума, група је одржала веома успешну турнеју.

## Постава
Црвена јабука:
- Дражен Жерић - вокал
- Дарко Јелчић - бубњеви
- Крешимир Каштелан - бас
- Дамир Гонз - гитаре

Свирали су и певали:
- Амир Бјелановић Тула - гитаре
- Далибор Маринковић - бубњеви
- Бранимир Михаљевић - клавијатуре
- Бруно Урлић - соло виолина на песми бр. 4
- Љубинко Ђурић - виолине на песмама бр. 8 и 13
- Ивана Бенц - пратећи вокал
- Пол Робинсон - бубњеви у песми бр. 5

## Списак песама
1. Спот за песму „Jazz.ba” је снимљен на више локација у Сарајеву (на слици приказана Вјечна ватра)Много ружа (Новковић-Пиљ)
2. Прави људи (Новковић-Пиљ)
3. Милион жена (Спахић)
4. Пратим њене трагове (Думанчић-Fayo)
5. Годинама (дует Халид Бешлић) (Queen-Спахић)
6. Jazz.ba (гости Енис Бешлагић & Антимон) (Вучина)
7. И дан данас (Спахић)
8. Чувај се (Новковић)
9. Љета која долазе (Арсланагић)
10. Не могу да те дјелим (Спахић)
11. Старке (Михаљевић-Fayo)
12. Шампањски пољубац (Михаљевић-Fayo)
13. Задњи пут ме погледај (Спахић)
14. Златна ружа (дует Дадо Чаушевић) (Чаушевић)
15. Вољело се двоје младих (гости Lyra) (традиционал)

Аранжмани - Бранимир Михаљевић, осим:
„Jazz.ba” - Б. Михаљевић-Т. Бјелановић
„Златна ружа” - Б. Ахач
„Вољело се двоје младих” - Lyra

## Топ листе
| Листа | Највиша позиција |
| ----- | ---------------- |
| ХДУ   | 1                |